# Новые Стропы
Но́вые Стро́пы (латыш. Jaunie Stropi, Jaunstropi) — район города Даугавпилс (Латвия).
Находится перед озером Стропы, в черте улиц Васарницу, Дзинтару, Кримулдас. Известен как излюбленное место отдыха горожан и гостей города, а также как один из старейших дачных районов города.  
Новые Стропы граничат с районами Старые Стропы, Химия, ограничен озером Стропы и Стропской эстрадой.

## История
Ещё в 19-м веке озеро Стропы и уникальные сосновые леса, стали привлекать горожан и гостей города, которые застраивали его деревянными дачами и любили здесь проводить своё свободное время. Позднее в Стропском лесу была построена эстрада для проведения праздников песни. 
В Советское время работали пионерские лагеря «Чайка», «Янтарик», «Дружба». Имелся дом культуры, гребная база «Динамо», водозабор для нужд ЗХВ, открытый бассейн, почта, по ул. Дзинтару ходил автобус № 3, была построена городская больница (в данный момент Даугавпилсская региональная больница) высотой 12 этажей, а также спасательная станция.

## Современность

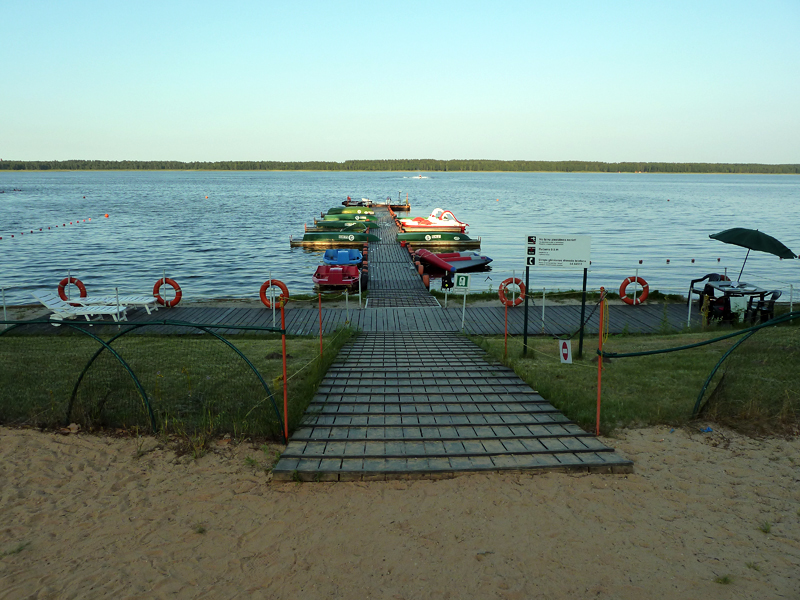
База отдыха "Stropu Vilnis"

Сейчас Новые Стропы это один из самых элитных районов города, с хорошей экологией и развитой инфраструктурой. Функционирует база отдыха Stropu Vilnis, Даугавпилсская региональная больница, школа-интернат, для отдыха доступно множество пляжей, которым присвоен Голубой флаг, в летний сезон работает спасательная станция.
Также в районе находится частный сектор застройки.
В 2000-е года была реконструирована улица Кримулдас, на неё был перенесён автобусный маршрут с улицы Дзинтару № 3
Другие районы города связаны с Новыми Стропами автобусными маршрутами № 12, № 1, № 2, маршрутным такси № 11, а также трамвайным маршрутом №3 (Крепость-Стропы).
3 февраля 2011 года на заседании городской думы было принято решение о начале создания проекта по строительству лыжной трассы в черте Стропского леса.
Длина трассы составит 7 километров, на протяжении всей трассы будет установлено освещение. Зимой трасса будет использоваться для лыжных прогулок, летом будет преобразовываться в велосипедную дорожку. 
Деньги на данный проект планируется получить в Европейских фондах.